# Bernard Farcy
Bernard Farcy (n. 2 februarie 1949, Lyon, Rhône⁠(d), Franța) este un actor francez.

## Filmografie

### Film

#### Anii 1980
- 1983 : La Lune dans le caniveau, regia Jean-Jacques Beineix
- 1984 : Notre histoire, regia Bertrand Blier
- 1984 : Femeile nimănui (Femmes de personne), regia Christopher Frank
- 1984 : Marche à l'ombre de Michel Blanc : Monsieur Christian
- 1986 : Lien de parenté de Willy Rameau
- 1986 : Tenue de soirée de Bertrand Blier
- 1987 : Saxo d'Ariel Zeitoun
- 1987 : Ne réveillez pas un flic qui dort de José Pinheiro : Latueva
- 1987 : Le Solitaire de Jacques Deray :  Carmoni
- 1987 : Cœurs croisés de Stéphanie de Mareuil
- 1988 : La Travestie d'Yves Boisset
- 1988 : A Soldier's Tale de Larry Parr : André

#### Anii 1990
- 1991 : Les Équilibristes de Nikos Papatakis
- 1993 : Justinien Trouvé ou le Bâtard de Dieu de Christian Fechner
- 1994 : Grosse Fatigue de Michel Blanc
- 1996 : Les Trois Frères de Didier Bourdon et Bernard Campan : Monsieur Steven.
- 1996 : Les Sœurs Soleil de Jeannot Szwarc
- 1996 : La Divine Poursuite de Michel Deville
- 1998 : Taxi de Gérard Pirès : commissaire Gibert

#### Anii 2000
- 2000 : Taxi 2 de Gérard Krawczyk : commissaire Gibert
- 2001 : Astérix et Obélix : Mission Cléopâtre d'Alain Chabat : Barbe-Rouge
- 2001 : Le Pacte des loups de Christophe Gans
- 2001 : Les Percutés de Gérard Cuq
- 2002 : Taxi 3 de Gérard Krawczyk : commissaire Gibert
- 2003 : People de Fabien Onteniente
- 2003 : Albert est méchant de Hervé Palud
- 2004 : Le plein des sens (court-métrage) d'Erick Chabot
- 2004 : Il était une fois dans l'ouest de la Corse  (court-métrage) de Laurent Simonpoli
- 2005 : Iznogoud de Patrick Braoudé : le Sultan Pullmankar
- 2007 : Taxi 4 de Gérard Krawczyk : commissaire Gibert
- 2007 : Le Bénévole de Jean-Pierre Mocky : commissaire Trépied
- 2008 : Nuits cannoises de Christian Vandelet : le producteur de cinéma poursuivi par un scénariste
- 2009 : Le Vilain d'Albert Dupontel : Inspecteur Eliott

### Televiziune
- 1979 : Joséphine ou la comédie des ambitions, de Robert Mazoyer
- 1983 : Capitaine X, de Bruno Gantillon
- 1985 : Les Enquêtes du commissaire Maigret, épisode : Le Revolver de Maigret de Jean Brard
- 1985 : La théorie du 1 %, de Gérard Marx
- 1985 : Pitié pour les rats de Jacques Ertaud
- 1986 : Et demain viendra le jour, de Jean-Louis Lorenzi
- 1987 : François Villon – Poetul vagabond, de Sergiu Nicolaescu
- 1989 : La Comtesse de Charny, de Marion Sarraut: rôle de Danton
- 1992 : Vacances au purgatoire, de Marc Simenon
- 1994 : Cœur à prendre, de Christian Faure
- 1995 : Le parasite, de Patrick Dewolf
- 1995 : Van Loc (1 episod)
- 1996 : Les Bœuf-carottes (1 episod)
- 1998 : Crimes en série (1 episod)
- 1998 : Tapage Nocturne, de Gérard Cuq
- 1999 : Chère Marianne (1 episod)
- 2000 : Le Mystère Parasuram, de Michel Sibra
- 2006 : Le Grand Charles, de Bernard Stora : Charles de Gaulle
- 2011 : À la recherche du temps perdu, de Nina Companeez : le duc de

Guermantes.

## Teatru (selecție)
- Tambours dans la nuit, de Bertolt Brecht : André Kragler
- Monsieur Mockinpott, de Peter Weiss.

- 1979 : Ruy Blas de Victor Hugo, dans une mise en scène de Jacques Destoop, Comédie-Française
- 1998 : Espèces Menacées, de Ray Cooney, tournée 1999.
- 2008 : Oscar de Claude Magnier, mise en scène Philippe Hersen, Théâtre du Gymnase Marie Bell, tournée 2009.
- 2010 : Drôle de couple de Neil Simon, mise en scène Anne Bourgeois, Théâtre des Nouveautés,tournée  2011.

1. 1 2  Lyon Municipal Archives, accesat în 15 iunie 2023